# Чуляк, Ивица
И́вица Чу́ляк (хорв. Ivica Čuljak; 4 июня 1960, село Церич — 27 января 1992, Винковци), также известный под псевдонимом Satan Panonski — югославский и хорватский панк-музыкант, поэт, художник, артист и фрик. Известен прежде всего своими эпатажными выступлениями, во время которых исполнял экспрессивный рок и занимался мазохизмом и членовредительством прямо на сцене. Сам Чуляк называл жанр, в котором выступал, «Hard Blood Shock».

## Биография
Ивица Чуляк родился 4 июня 1960 года в селе близ города Винковцы. Известно, что он имел очень неприязненные отношения с отцом, и это во многом повлияло на его склонность к протесту против любого угнетения. 
В 1978 году посетил ГДР, где заинтересовался панком. Примерно в это же время он пережил травмирующее психику событие — гибель нескольких своих друзей в реке Босут. 
В 1979 году познакомился Владо Солдо, бас-гитаристом панк-группы Pogreb X (хорв. «Похороны X»), игравшей тяжёлую разновидность панк-музыки. Вскоре он стал их вокалистом (несмотря на отсутствие музыкального слуха и чувства ритма — благодаря харизме). 
В 1981 году произошёл инцидент, во время которого Чуляк убил одного из напавших на него хулиганов. За недостаточностью доказательств в том, что это была вынужденная самооборона, Чуляка признали виновным и приговорили к 12 годам тюремного заключения. Однако обследовавшие его врачи обнаружили у него маниакально-депрессивный психоз, в результате чего Ивица был помещён в психиатрическую клинику, где пробыл порядка 8 лет.

### Satan Panonski
В клинике, имея много свободного времени, он рисовал причудливые картины и писал стихи на разнообразную тематику, начиная от остросоциальных проблем и заканчивая личными образными переживаниями. Когда его в середине 1980-х стали выпускать из клиники «для социализации», Ивица, взяв себе псевдоним Satan Panonski, начал давать концерты, в основном с музыкантами из групп «Skol» и «Majke». Концерты отличались небывалой для того времени зрелищностью (за которую его часто сравнивают с эпатажным GG Allinом): Ивица бил о голову бутылки, резал тело осколками, прокалывал кожу шпильками и выпиливал лобзиком на собственном животе. При этом альбом был записан лишь в конце 1989 года — «Ljuljajmo Ljubljeni Ljubičasti Ljulj»  представлял собой достаточно сырой сборник песен, в основном даже без гитарной партии (лишь бас и ударные). В 1990 году был записан второй альбом группы, получивший название «Nuklearne olimpijske igre», в который вошли перезаписанные в новом инструментальном составе (к ритм-секции добавилась ещё гитара) песни из предыдущего альбома и ряд новых композиций. В это же время грянул распад Югославии, и, когда в 1991 году началась сербо-хорватская война, Ивица, выписанный к тому времени из психиатрической больницы, ушёл добровольцем на фронт. Причиной этому послужила оккупация той части Хорватии, где жила его мать. В 1992 году Satan записывает альбом «патриотических» песен «Как панк защищал Хорватию» (хорв. Kako je punker branio Hrvatsku), чем вызывает большое недоумение многих своих поклонников, убеждённых в его абсолютной аполитичности. Точная политическая позиция Чуляка относительно сербо-хорватской войны неизвестна. В телефонном разговоре с другом — одним из сербских художников в 1991 году — он утверждал, что по-прежнему остаётся пацифистом и сторонником мира. Также на одном из последних концертов в конце 1991 года (зафиксированном австрийским журналистом) он в начале выступления отказался от привычного HardBloodShoсk шоу с актами членовредительства, мотивируя это тем, что «в этой тяжёлое время, в котором мы сейчас оказались, вокруг и так много крови и смерти» (однако потом в разгаре выступления всё же нарушил своё обещание и нанёс себе несколько порезов). 

### Смерть
Точная дата смерти Чуляка неизвестна. Он погиб в период между 20 и 27 января 1992 года при загадочных обстоятельствах. Есть версия, что он был застрелен одним из излишне религиозно-фанатичных усташей из-за неприятия образа Ивицы. Согласно более популярной версии, он погиб в результате несчастного случая (нетрезвый поскользнулся на льду с заряженным оружием, которое в результате выстрелило в него). Также не исключено, что он просто покончил с собой, так как незадолго до смерти звонил матери и брату, которые прятались в подвале от военных обстрелов, а позже, будучи подавленным происходящим, очень сильно перепил и дал разгромное интервью на радио, проклиная политиков развязавших войну. Похоронен Ивица как хорватский воин на Аниной улице в родном городе Винковцы.

## Дискография
Сохранилось большое количество любительских концертных записей выступлений Чуляка. Многие поклонники считают, что они играют более важную роль, чем его откровенно «сырые» альбомы.
- 1989 — Ljuljajmo Ljubljeni Ljubičasti Ljulj (MC — 1989 год, CD — 2002 год)
- 1990 — Nuklearne Olimpijske Igre (MC — 1990 год, CD — 2002 год)
- 1992 — Kako je panker branio Hrvatsku (MC — 1992 год, CD — 2002 год)
- 2016 — Satan Panonski

## Интересные факты
- Существует расхожий миф, что Ивица являлся борцом за права ЛГБТ в Югославии. Однако, эта информация ничем не подтверждается. Вместе с тем, вероятно он был гомосексуалом (хотя и встречался в молодости с девушкой по имени Весна).
- Несмотря на свой псевдоним, Чульак не имел никакого отношения к сатанизму а взял свой псевдоним после того как его неоднократно обзывали «Сатаной» суеверные местные жители.
- Свои концерты он часто начинал фразой «Я Satan Panonski, по национальности — панк, по профессии — друг»
- Существует информация, что И. Чуляк дважды подсаживался на наркотики (таблетки) но оба раза сумел завязать. Вместе с тем известно, что так или иначе они играли существенную роль в его жизни, но «системным» наркоманом он не был.
- Ивица Чуляк считается одним из самых харизматичных и самобытных панк-рокеров на Балканах. Его концерты проходили на крупнейших сценах Загреба, Белграда, Сараева и др.